# 名島出入口

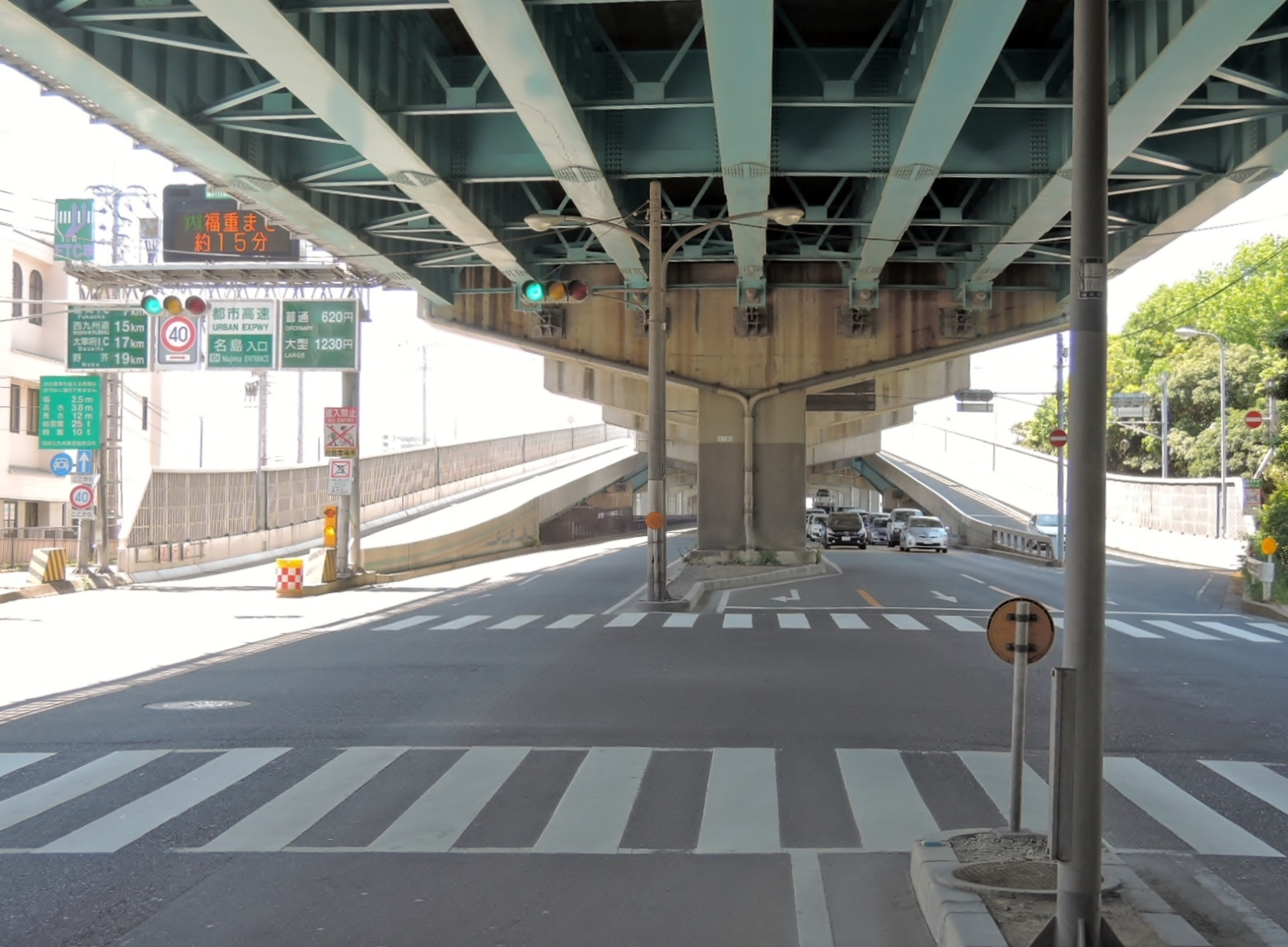
福岡高速道路１号線名島出入口、香椎方面より天神方向を写す

名島出入口（なじまでいりぐち）は福岡県福岡市東区にある福岡高速道路1号香椎線の出入口。
入口側は本線と合流したところに名島料金所がある。この料金所では香椎浜・香椎・香椎東・アイランドシティ・名島から入った車両の料金徴収が行われている。料金所を過ぎるとすぐに貝塚JCTがある。

## 周辺
- 香椎
- 香椎パークポート
- 福岡国道事務所
- 名島城址

## 注意点
香椎東出入口方面（北行き）へは行けない。

## 隣
福岡高速1号香椎線
(103)香椎浜出入口 - (104)名島出入口 -　名島料金所　- 貝塚JCT - (105)箱崎出入口